# Прислопу Мик (Арђеш)
Прислопу Мик (рум. Prislopu Mic) насеље је у Румунији у округу Арђеш у општини Башков. Oпштина се налази на надморској висини од 339 m.

## Становништво
Према подацима из 2002. године у насељу је живело 325 становника, од којих су сви румунске националности.